# Боковий базовий обтікач

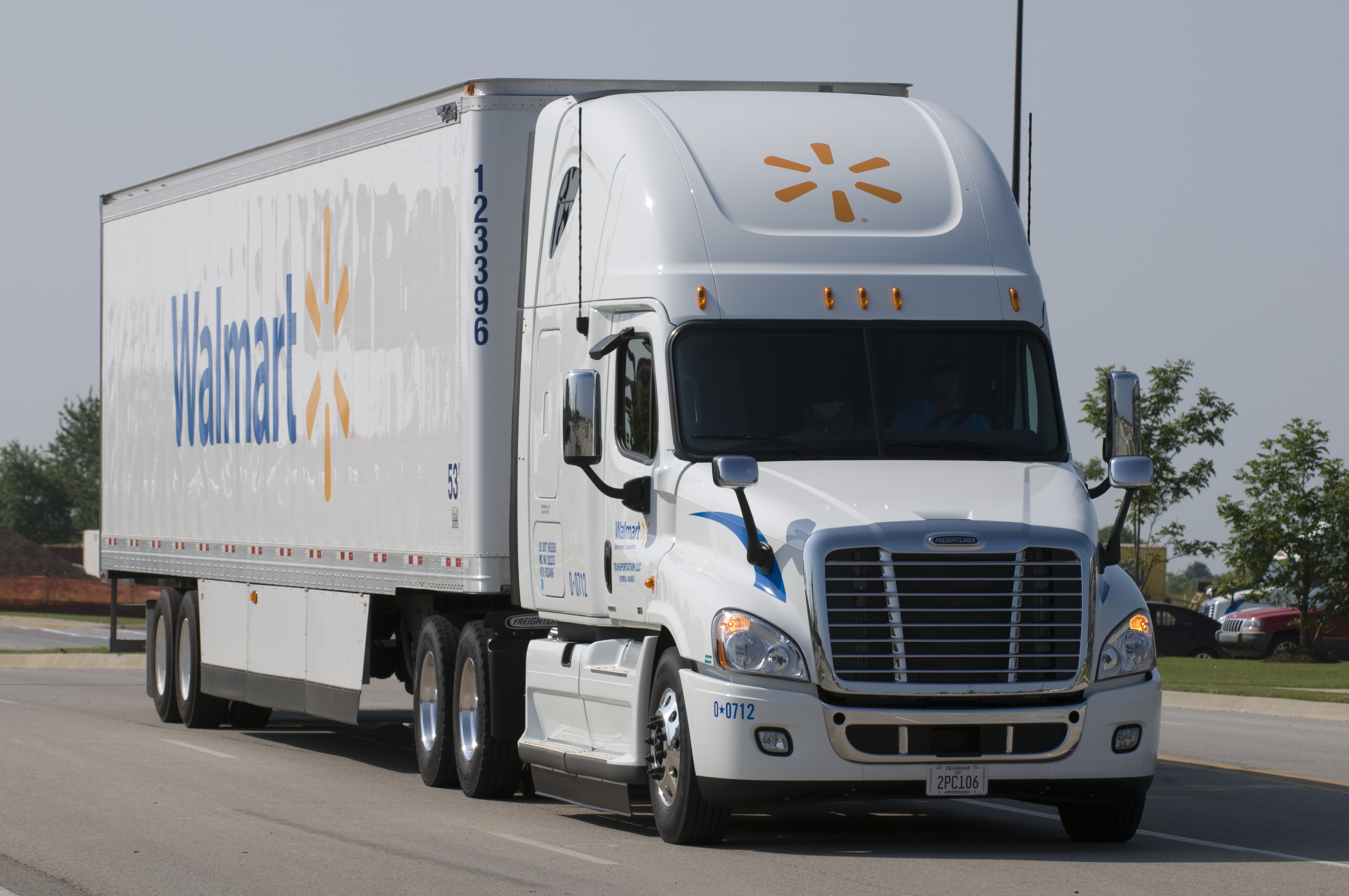
Вантажівка з боковим обтікачем

Спідниця для вантажівки це пристрій прикріплюється під сідловий тягач для зменшення турбулентності.

## Будова
Обтікач містить пару панелей, прикріплених до нижніх бічних краях причепа в зазорі між переднім і заднім мостами. Вони, як правило, виготовлені з алюмінію, пластику або скловолокна. Пластикові є найбільш стійкими до пошкоджень від бічних або нижніх ударів. Спідниці можуть мати модульну конструкцію, що дозволяє встановлювати їх причепах на різної довжини. Вага обтікача смкладає від 70 до 160 кг (150 і 350 фунтів). Установка, як правило, потребує від 3 до 5 людино-годин.

## Вартість
Станом на  2009, a set of trailer skirts was estimated to cost between Canadian dollar C$1500 and C$3000 ($1300 to $2700).

## Переваги
У 2012 SAE International провело дослідження дев'яти причіпних конструкцій спідниць і виявили, що запропоновані конструкції дають економію палива 4~5%, в порівнянні з немодифікованим причепом. Спідниці із зменшеним кліренсом забезпечують більше заощадження палива; в дослідному зразку, зменщення дорожнього просвіту від 16 до (41 см) до 8 дюймів (20 см) призвело до підвищення економії палива від 4% до 7%. One 2008 Delft University of Technology study found fuel savings of up to 15% for the particular design studied. У 2008 Технологічний університет Делфта зафіксував конструкцію, яка дає економію палива до 15%.

## Впровадження
Дослідження о 2014 році, проведене Північно Американською радою з питань вантажних перевозок рекомендує застосовувати такі обтікачі.

## Дивись також
- Задній обтікач причепу, ще один аеродинамічний обвіс для вантажівок.

## Зноски
1. 1 2 3  Trailer skirts: A proven fuel-saver. trucknews.com. Business Information Group. Архів оригіналу за 19 вересня 2016. Процитовано 17 вересня 2014.
2. ↑  New Aerodynamic Trailer Skirt Technology Introduced. Trucking Info. 26 березня 2013. Архів оригіналу за 18 вересня 2016. Процитовано 17 вересня 2014.
3. 1 2  Trailer side skirts. On the Road to a fuel-efficient truck: A Guide for Purchasing Aerodynamics for Heavy-Duty Tractors and Trailers. Natural Resources Canada. September 2009. Архів оригіналу за 6 жовтня 2014. Процитовано 17 вересня 2014.
4. ↑  Wood, Richard (24 вересня 2012). EPA Smartway Verification of Trailer Undercarriage Advanced Aerodynamic Drag Reduction Technology. SAE International. Архів оригіналу за 10 вересня 2016. Процитовано 17 вересня 2014.
5. ↑  Aerodynamic Truck Trailer Cuts Fuel And Emissions By Up To 15 Percent. Delft University of Technology. Science Daily. 22 квітня 2008. Архів оригіналу за 10 вересня 2016. Процитовано 17 вересня 2014.

Причепи з спідницями продемонстрували також знижене зношування покришок, а водії повідомляли про більшу стабільність при бічному вітрі.
6. ↑  Dunn, Jill (8 вересня 2014). Study: Fuel efficiency efforts pay off for carriers. Commercial Carrier Journal – Fleet Management Magazine. Randall-Reilly. Архів оригіналу за 21 вересня 2016. Процитовано 17 вересня 2014.